# Life After Death
Albums de The Notorious B.I.G.
Ready to Die
(1994) Born Again
(1999)
Singles
1. Hypnotize
Sortie : 1er avril 1997
2. Mo Money Mo Problems
Sortie : 1er juillet 1997
3. Sky's the Limit
Sortie : 25 novembre 1997

Life After Death est le second album studio de The Notorious B.I.G., sorti le 25 mars 1997. Bien qu'il ait été enregistré entre 1995 et 1997, cet album est sorti à titre posthume, précisément 16 jours après l'assassinat de Biggie.
L'album s'intitulait préalablement Live Until Killed...'Till Death Do Us Part avant d'être renommé Life After Death. C'est un double album comme son concurrent de l'ouest, Tupac Shakur, l'avait fait un an auparavant avec l'album All Eyez On Me.
L'album s'est classé 1er au Billboard 200 et Top R&B/Hip-Hop Albums et a été certifié disque de diamant par la Recording Industry Association of America (RIAA) le 6 janvier 2000.
Vendu à plus de 10 millions d'exemplaires, Life After Death est l'un des albums de hip-hop les plus vendus de tous les temps. En 2020, le magazine Rolling Stone le classe à la 179e place des « 500 meilleurs albums de tous les temps ».

## Liste des titres
| 1.  | Life After Death Intro (Produit par Sean « Puffy » Combs, Stevie J., The Notorious B.I.G.)     | Christopher Wallace, Sean Combs, Steven Jordan                        | My Life de Noriko Miyamoto Suicidal Thoughts de The Notorious B.I.G. featuring Puff Daddy | 1:39 |
| 2.  | Somebody's Gotta Die (Produit par Nashiem Myrick, Carlos « July Six » Broady et Sean Combs)    | Wallace, Nashiem Myrick, Carlos Broady, Combs, Anthony Hester         | In the Rain des Dramatics | 4:26 |
| 3.  | Hypnotize (Produit par Deric « D-Dot » Angelettie, Ron « Amen-Ra » Lawrence et Sean Combs)     | Wallace, Combs, Deric Angelettie, Ron Lawrence, Andy Armer, R. Alpert | Rise d'Herb Alpert Da Doo Ron Ron (When He Walked Me Home) des Crystals La Di Da Di de Doug E. Fresh et Slick Rick Hypnotized des Tymes | 3:50 |
| 4.  | Kick in the Door (Produit par DJ Premier)                                                      | Wallace, Jalacy Hawkins, Christopher Martin                           | I Put a Spell on You de Screamin' Jay Hawkins Robby, the Cook, and 60 Gallons of Booze de Louis and Bebe Barron Wash Yo' Ass de Martin Lawrence Get Money de Junior M.A.F.I.A. featuring The Notorious B.I.G. Unbelievable de The Notorious B.I.G. | 4:47 |
| 5.  | Fuck You Tonight (featuring R. Kelly – Produit par Daron Jones et Sean Combs)                  | Wallace, Daron Jones, Combs, Robert Kelly                             | | 5:45 |
| 6.  | Last Day (featuring The LOX – Produit par Havoc, Sean Combs et Stevie J.)                      | Wallace, Jason Phillips, David Styles, Kejuan Muchita                 | | 4:19 |
| 7.  | I Love the Dough (featuring Jay-Z et Angela Winbush – Produit par Easy Mo Bee)                 | Wallace, Osten Harvey, Jr., Winbush, René Moore, Shawn Carter         | I Love You More de René & Angela | 5:11 |
| 8.  | What's Beef? (Produit par Nashiem Myrick, Carlos « July Six » Broady et Paragon)               | Wallace, Myrick, Broady                                               | I'm Glad You're Mine d'Al Green Close to You de Richard Evans Smooth Sailin' Tonight des Isley Brothers Biz Is Goin' Off de Biz Markie | 5:15 |
| 9.  | B.I.G. Interlude (Produit par B.I.G. et Deric « D-Dot » Angelettie)                            | Wallace, Angelettie                                                   | P.S.K. - What Does It Mean? de Schoolly D | 0:48 |
| 10. | Mo Money Mo Problems (featuring Puff Daddy et Ma$e – Produit par Stevie J. et Sean Combs)      | Wallace, Combs, Jordan, Mason Betha, Bernard Edwards, Nile Rodgers    | I'm Coming Out de Diana Ross Only You (Remix) de 112 featuring The Notorious B.I.G. et Ma$e | 4:17 |
| 11. | Niggas Bleed (Produit par Nashiem Myrick, Carlos « July Six » Broady, Sean Combs et Stevie J.) | Wallace, Myrick, Combs, Jordan                                        | Hey, Who Really Cares? des Whispers | 4:51 |
| 12. | I Got a Story to Tell (Produit par Buckwild, Chucky Thompson et Sean Combs)                    | Wallace, Anthony Best                                                 | I'm Glad You're Mine d'Al Green | 4:42 |

| 1.  | Notorious Thugs (featuring Bone Thugs-n-Harmony – Produit par Stevie J. et Sean Combs)                            | Wallace, Steven Howse, Anthony Henderson, Bryon McCane, Combs, Jordan | C.R.E.A.M. du Wu-Tang Clan | 6:07 |
| 2.  | Miss U (Produit par Kay-Gee)                                                                                      | Wallace, Kaygee Gist, Lionel Richie                                   | Missing You de Diana Ross | 4:58 |
| 3.  | Another (featuring Lil' Kim – Produit par Sean Combs et Stevie J.)                                                | Wallace, Kimberly Jones, Combs, Jordan                                | Another Man de Barbara Mason | 4:15 |
| 4.  | Going Back to Cali (Produit par Easy Mo Bee)                                                                      | Wallace, Harvey, Roger Troutman                                       | More Bounce to the Ounce de Zapp | 5:07 |
| 5.  | Ten Crack Commandments (Produit par DJ Premier)                                                                   | Wallace, Martin                                                       | Vallarta de Les McCann Shut 'Em Down de Public Enemy | 3:24 |
| 6.  | Playa Hater (Produit par Sean Combs et Stevie J.)                                                                 | Wallace, Combs, Jordan, Wilbert Hart                                  | Hey Love des Delfonics | 3:57 |
| 7.  | Nasty Boy (Produit par Sean Combs et Stevie J.)                                                                   | Wallace, Combs, Jordan                                                | | 5:26 |
| 8.  | Sky's the Limit (featuring 112 – Produit par DJ Clark Kent)                                                       | Wallace, Clark Kent, Bobby Caldwell, Hubert Eaves III, James Williams | My Flame de Bobby Caldwell Keep On de D-Train | 5:29 |
| 9.  | The World Is Filled... (featuring Puff Daddy et Too $hort – Produit par Deric « D-Dot » Angelettie et Sean Combs) | Wallace, Angelettie, Combs, Kit Walker, Todd Shaw                     | Space Talk d'Asha Puthli The What de The Notorious B.I.G. featuring Method Man Is Anyone There de Hookfoot                                                                                                | 4:54 |
| 10. | My Downfall (featuring DMC – Produit par Nashiem Myrick, Carlos « July Six » Broady et Sean Combs)                | Wallace, Myrick, Broady, Combs, Darryl McDaniels                      | For the Good Times d'Al Green You're All I Need to Get By de Marvin Gaye et Tammi Terrell Together Forever (Krush-Groove 4) (Live at Hollis Park '84) de Run–D.M.C.                                       | 5:26 |
| 11. | Long Kiss Goodnight (Produit par RZA)                                                                             | Wallace, Robert Diggs                                                 | The Letter d'Al Green | 5:18 |
| 12. | You're Nobody (Til Somebody Kills You) (Produit par Sean Combs, Stevie J., DJ Enuff et Jiv Poss)                  | Wallace, Combs, Jordan, Billy Preston, Ephram Lopez, George Johnson   | The Rainmaker de The 5th Dimension Flava in Ya Ear (Remix) de Craig Mack et The Notorious B.I.G. featuring Rampage, LL Cool J et Busta Rhymes Nobody to Somebody (Enuff Demo Mix) de The Notorious B.I.G. | 4:52 |